# NXT North American Championship

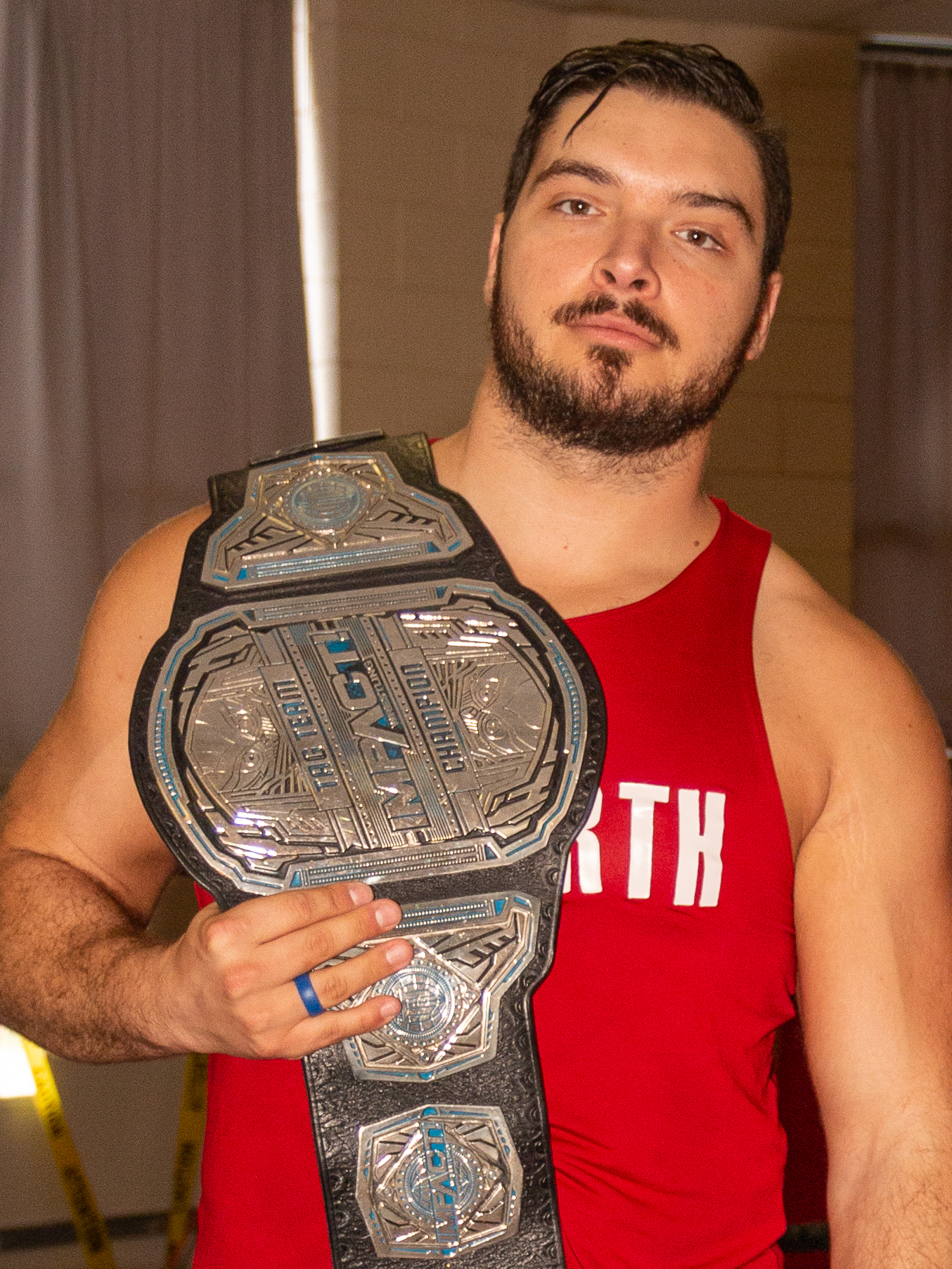
Ethan Page, attuale detentore del titolo

L'NXT North American Championship è un titolo di wrestling di proprietà della WWE ed esclusivo del roster di NXT, ed è detenuto da Ethan Page dal 27 maggio 2025.

## Storia

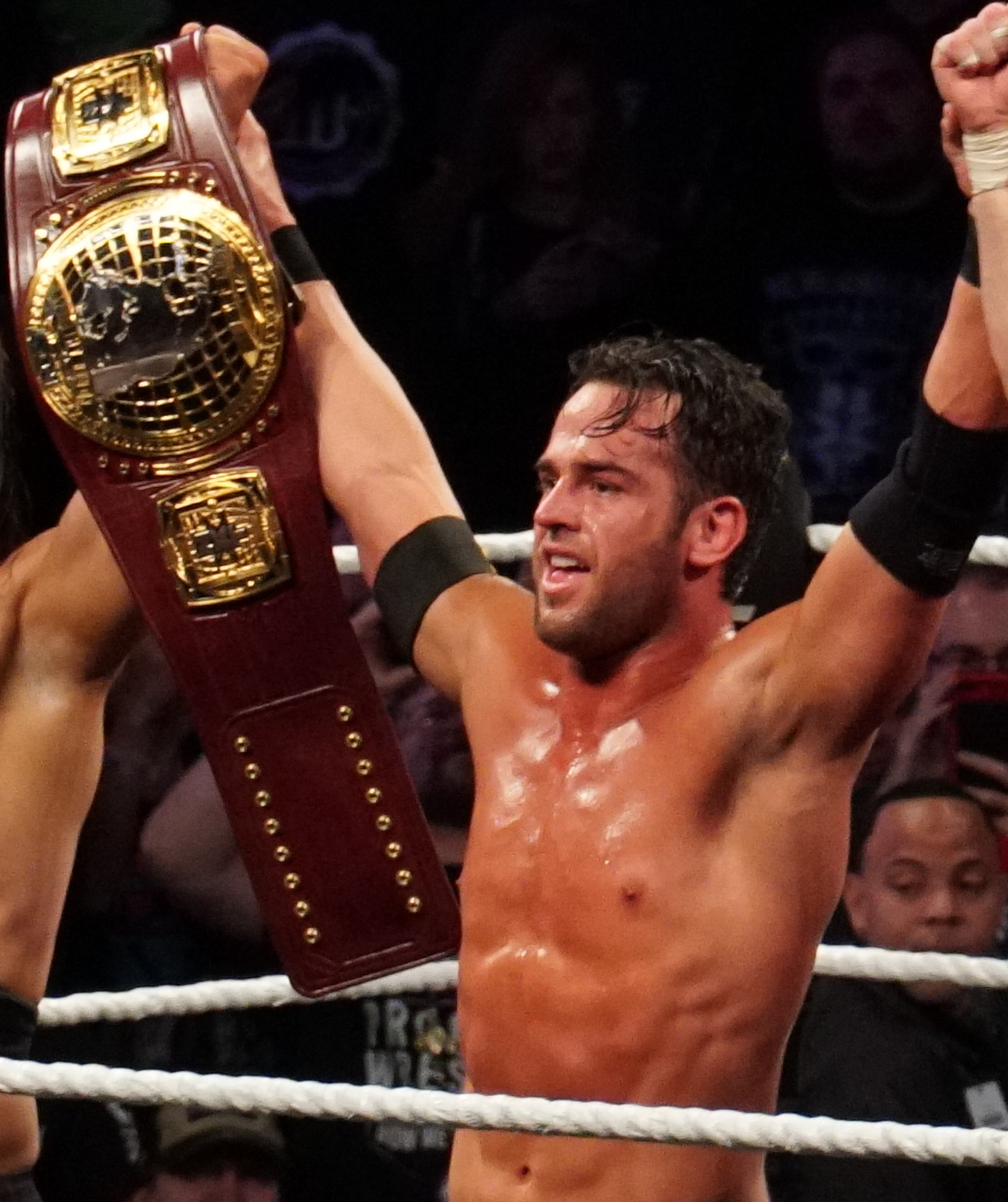
Roderick Strong con la versione attuale del titolo

Nella puntata di NXT del 7 marzo 2018 il general manager William Regal annunciò la creazione dell'NXT North American Championship. Il titolo venne assegnato il 7 aprile 2018 a NXT TakeOver: New Orleans in un six-man ladder match che vide Adam Cole trionfare su EC3, Killian Dain, Lars Sullivan, Ricochet e Velveteen Dream. Il titolo venne difeso per la prima volta nella puntata di NXT del 25 aprile 2018 quando Cole sconfisse Oney Lorcan.
L'8 luglio 2020, nella seconda serata della puntata speciale NXT The Great American Bash, Keith Lee conquistò l'NXT Championship sconfiggendo Adam Cole in un winner takes all match in cui era in palio anche l'NXT North American Championship di Lee, diventando il primo wrestler a detenere entrambi i titoli contemporaneamente.
Il 4 gennaio 2022, nella puntata speciale NXT New Year's Evil, Carmelo Hayes sconfisse Roderick Strong unificando l'NXT Cruiserweight Championship appena vinto con l'NXT North American Championship che già deteneva, ritirando la cintura dei pesi leggeri.

### Cintura
Il design della cintura è stato rivelato da Triple H il 3 aprile 2018: essa è di cuoio bordeaux di forma lineare con due placche quadrate dorate ai lati con in verticale il logo di NXT in verticale. La placca centrale, sempre dorata, è di forma circolare e all'interno è rappresentato un planisfero inquadrante l'intero continente americano in argento su sfondo nero, mentre in alto è presente il logo di NXT e sotto di esso la scritta "North American Champion". Ad entrambi i lati della cintura, inoltre, è presente una placca pentagonale con all'interno un'altra circolare personalizzabile per ogni atleta.

## Albo d'oro
Statistiche aggiornate al 1 luglio 2025.
| #  | Campione              | Regno | Data              | Giorni | Località                | Evento                            | Note | Fonti        |
| -- | --------------------- | ----- | ----------------- | ------ | ----------------------- | --------------------------------- | --- | ------------ |
| 1  | Adam Cole             | 1     | 7 aprile 2018     | 133    | New Orleans, Louisiana  | NXT TakeOver: New Orleans         | Cole sconfisse EC3, Killian Dain, Lars Sullivan, Ricochet e Velveteen Dream in un six-man ladder match per l'assegnazione del titolo.                                                                                        | [ 3 ]        |
| 2  | Ricochet              | 1     | 18 agosto 2018    | 161    | Brooklyn, New York      | NXT TakeOver: Brooklyn IV         | | [ 4 ]        |
| 3  | Johnny Gargano        | 1     | 26 gennaio 2019   | 4      | Phoenix, Arizona        | NXT TakeOver: Phoenix             | | [ 5 ]        |
| 4  | Velveteen Dream       | 1     | 30 gennaio 2019   | 231    | Winter Park, Florida    | NXT                               | In onda il 20 febbraio 2019. | [ 6 ]        |
| 5  | Roderick Strong       | 1     | 18 settembre 2019 | 126    | Winter Park, Florida    | NXT                               | | [ 7 ]        |
| 6  | Keith Lee             | 1     | 22 gennaio 2020   | 175    | Winter Park, Florida    | NXT                               | | [ 8 ]        |
| —  | Vacante               | —     | 15 luglio 2020    | —      | Winter Park, Florida    | NXT                               | Reso vacante dopo che Keith Lee vinse l'NXT Championship il 1º luglio 2020 (in onda l'8 luglio 2020) nella seconda serata di NXT The Great American Bash. In onda il 22 luglio 2020.                                         | [ 9 ]        |
| 7  | Damian Priest         | 1     | 22 agosto 2020    | 67     | Winter Park, Florida    | NXT TakeOver: XXX                 | Priest sconfisse Bronson Reed, Cameron Grimes, Johnny Gargano e Velveteen Dream in un 5-way ladder match per la riassegnazione del titolo.                                                                                   | [ 10 ]       |
| 8  | Johnny Gargano        | 2     | 28 ottobre 2020   | 14     | Orlando, Florida        | NXT Halloween Havoc               | In un devil's playground match. | [ 11 ]       |
| 9  | Leon Ruff             | 1     | 11 novembre 2020  | 25     | Orlando, Florida        | NXT                               | | [ 12 ]       |
| 10 | Johnny Gargano        | 3     | 6 dicembre 2020   | 163    | Orlando, Florida        | NXT TakeOver: WarGames            | In un triple threat match che comprendeva anche Damian Priest. | [ 13 ]       |
| 11 | Bronson Reed          | 1     | 18 maggio 2021    | 42     | Orlando, Florida        | NXT                               | In uno steel cage match. | [ 14 ]       |
| 12 | Isaiah "Swerve" Scott | 1     | 29 giugno 2021    | 105    | Orlando, Florida        | NXT                               | | [ 15 ]       |
| 13 | Carmelo Hayes         | 1     | 12 ottobre 2021   | 172    | Orlando, Florida        | NXT 2.0                           | Hayes incassò il contratto dell'NXT Breakout Tournament. Il 4 gennaio 2022, nella puntata speciale NXT New Year's Evil, Hayes sconfisse Roderick Strong, detentore dell'NXT Cruiserweight Championship, unificando i titoli. | [ 16 ] [ 2 ] |
| 14 | Cameron Grimes        | 1     | 2 aprile 2022     | 63     | Dallas, Texas           | NXT Stand & Deliver               | In un 5-way ladder match che comprendeva anche Grayson Waller, Santos Escobar e Solo Sikoa. | [ 17 ]       |
| 15 | Carmelo Hayes         | 2     | 4 giugno 2022     | 101    | Orlando, Florida        | NXT In Your House                 | | [ 18 ]       |
| 16 | Solo Sikoa            | 1     | 13 settembre 2022 | 7      | Orlando, Florida        | NXT 2.0 One Year Anniversary Show | | [ 19 ]       |
| —  | Vacante               | —     | 20 settembre 2022 | —      | Orlando, Florida        | NXT                               | Reso vacante su decisione di Shawn Michaels dato che Sikoa non era previsto nel match in cui vinse il titolo. | [ 20 ]       |
| 17 | Wes Lee               | 1     | 22 ottobre 2022   | 269    | Orlando, Florida        | NXT Halloween Havoc               | Lee sconfisse Carmelo Hayes, Nathan Frazer, Oro Mensah e Von Wagner in un 5-way ladder match per la riassegnazione del titolo.                                                                                               | [ 21 ]       |
| 18 | Dominik Mysterio      | 1     | 18 luglio 2023    | 74     | Orlando, Florida        | NXT                               | | [ 22 ]       |
| 19 | Trick Williams        | 1     | 30 settembre 2023 | 3      | Bakersfield, California | NXT No Mercy                      | Dragon Lee era l'arbitro speciale. | [ 23 ]       |
| 20 | Dominik Mysterio      | 2     | 3 ottobre 2023    | 67     | Orlando, Florida        | NXT                               | | [ 24 ]       |
| 21 | Dragon Lee            | 1     | 9 dicembre 2023   | 31     | Bridgeport, Connecticut | NXT Deadline                      | | [ 25 ]       |
| 22 | Oba Femi              | 1     | 9 gennaio 2024    | 273    | Orlando, Florida        | NXT                               | Femi incassò il contratto dell'NXT Breakout Tournament. | [ 26 ]       |
| 23 | Tony D'Angelo         | 1     | 8 ottobre 2024    | 147    | Saint Louis, Missouri   | NXT                               | | [ 27 ]       |
| 24 | Shawn Spears          | 1     | 4 marzo 2025      | 28     | Orlando, Florida        | NXT                               | | [ 28 ]       |
| 25 | Ricky Saints          | 1     | 1° aprile 2025    | 56     | Orlando, Florida        | NXT                               | | [ 29 ]       |
| 26 | Ethan Page            | 1     | 27 maggio 2025    | 35+    | Orlando, Florida        | NXT                               | | [ 30 ]       |